# Jessica Abbott
Jessica Kristen Abbott, född 15 mars 1978, är en kanadensisk-svensk evolutionsbiolog. Hon är professor vid Lunds universitet.
Abbot inledde sina universitetsstudier vid University of Guelph och kom till Sverige från Kanada som utbytesstudent 1999. Hon slutförde sin masterutbildning vid Lunds universitet och doktorerade på polymorfism hos flicksländor. År 2007 flyttade hon tillbaka till Kanada och genomförde sin postdok hos Adam Chippindale vid Queen's University i Kingston i Ontario. År 2009 flyttade hon tillbaka till Sverige och började forska vid Ted Morrows laboratorium i Uppsala.
Sedan 2012 forskar hon vid Lunds universitet och hennes forskning kretsar kring bananflugor och plattmaskar och är inriktad på könskromosomer. År 2015 tilldelades Abbot ett anslag på 13 miljoner kronor av Europeiska forskningsrådet. Sedan 2016 är hon anställd som lektor vid Lunds universitet specialiserad på den genetiska evolutionen hos eukaryoter. Utnämnd som professor 2025. Hon är ansvarig för den webbaserade portalen "Fråga en biolog".
Sedan 2016 är hon en av experterna i panelen i TV-programmet Fråga Lund på Sveriges Television.